# Johan I av Portugal
Johan I, port. João I, kallad "Johan den store", port. João o Grande, född 11 april 1357, död 14 augusti 1433, var kung av Portugal från 1385. 

## Biografi
Johan var utomäktenskaplig son till Peter I av Portugal. Han var stormästare av Avizorden och störtade 1383 drottning Leonor Telles som ville överlämna riket till Kastilien, blev riksföreståndare 1383 och 1385 kung. Efter ett långt krig mot Kastilien vände sig Johan mot morerna och erövrade 1415 Ceuta.
Johan I gifte sig 11 februari 1387 i Porto med Filippa av Lancaster (1360–1426) dotter till Johan av Gent och Blanche av Lancaster.

## Barn
1. Blanche (1388–1389)
2. Afonso (1390–1400)
3. Edvard I (1391–1438)
4. Pedro, hertig av Coimbra (1392–1449)
5. Henrik Sjöfararen, hertig av Viseu (1394–1460)
6. Isabella (1397–1472), gift med Filip III av Burgund
7. Blanche (1398)
8. João, hertig av Aveiro (1400–1442) morfar till Manuel I av Portugal
9. Fernando "Helgonprinsen" (1402–1443)
10. Charoll (1409–1442)
11. Blancis